# Um Dia de Domingo
"Um Dia de Domingo" é uma canção composta por Michael Sullivan e Paulo Massadas. Foi gravada inicialmente como um dueto por Tim Maia e Gal Costa no álbum Bem Bom, de 1985.
A ideia de reunir as duas vozes foi do produtor Miguel Plopschi. Originalmente, foi para ambos cantarem ao mesmo tempo, mas a gravadora RCA optou por gravá-los separadamente. Segundo Paulo, a decisão se deu por conta de Tim ser "intenso e de personalidade imprevisível". Ao ouvir a parte de Tim, Gal percebeu que o tom da música é inadequado para sua voz, então o arranjador Lincoln Olivetti regravou alguns trechos e aumentou a velocidade da fita de modo a subir o tom da cantora artificialmente.
Na época de seu lançamento, a faixa foi rechaçada pela crítica, que a via como puramente comercial e ajudou a estigmatizar a dupla de compositores como meros fabricantes de sucessos.
O single e o álbum Bem Bom atingiram o número 1 em Portugal. O imitador português Fernando Pereira costuma interpretar a canção nos seus espetáculos, onde imita os dois cantores, estando registrado em vários discos e no DVD Mil e Uma Vozes em Português de 2005.